# Plus jeden deň
Plus jeden deň (officiellement Plus JEDEN DEŇ, litt. « Plus un jour ») est un quotidien en slovaque publié par la société News and Media Holding.

## Histoire
Le journal Plus jeden deň voit le jour en septembre 2006. Il s'agit de l'une des nombreuses publications de la société Spoločnosť 7 Plus, fondée en 1990 par trois Slovaques, pour Plus 7 dní, Šarm et Báječná žena.
Le 28 mars 2008, Plus jeden deň proteste contre une loi qui, selon lui, restreindrait la liberté de la presse, en publiant un journal dont la première page est vierge, à l'exception d'un résumé des critiques du projet de loi. La législation, issue d'un traité de l'Union européenne, suscite la controverse lorsqu'elle est proposée au parlement slovaque. Après l'adoption de la loi, le journal imprime de nouveau une première page vierge le 11 avril 2008, à l'exception de quelques lignes qui déclarent : « Chers lecteurs, le Parlement a adopté une loi sur les médias qui porte gravement atteinte à la liberté de la presse et à l'indépendance éditoriale. Cela va à l'encontre de l'intérêt des citoyens et des lecteurs. ». Le journal critique le fait que la loi, qui rend obligatoire la publication des opinions des lecteurs, inonderait les médias au point de créer de laborieuses inefficacités.

## Importance
Dans son livre Le droit des médias en Slovaquie, l'auteur Andrej Školkay qualifie Plus jeden deň de « la deuxième maison de médias la plus importante » en Slovaquie. Peter Barrer écrit dans un article pour le Journal of New Zealand & Pacific Studies que le journal figure parmi « les principaux médias imprimés de Slovaquie ».